# Paracoenia quatei
Paracoenia quatei är en tvåvingeart som först beskrevs av Wirth 1954.  Paracoenia quatei ingår i släktet Paracoenia och familjen vattenflugor.
Artens utbredningsområde är Kalifornien. Inga underarter finns listade i Catalogue of Life.